# Ellen Kiel
Ellen Kiel (* 9. Februar 1959 in Minden) ist eine deutsche Biologin und Professorin für Gewässerökologie an der Carl von Ossietzky Universität Oldenburg.

## Leben
Ellen Kiel studierte Pädagogik, Biologie und Sport an der Universität Hannover. Nach dem gymnasialen Lehramtsexamen war sie als Gutachterin und Referentin für Biologie und Ökologie in der Erwachsenenbildung tätig und promovierte an der Universität Hamburg. 1991 wurde sie wissenschaftliche Assistentin in Hamburg. Kiel absolvierte einen Forschungsaufenthalt an der eidgenössischen Anstalt für Wasserversorgung, Abwasserreinigung und Gewässerschutz der Technischen Hochschule Zürich 1994. Danach war sie wieder in Hamburg aktiv. 1997 übernahm Kiel zunächst die Verwaltung einer Professur an der Hochschule Vechta, auf die sie dann ein Semester später als Professorin berufen wurde. In Vechta war sie Hochschullehrerin mit dem Schwerpunkt „Arten- und Biotopschutz, Gewässerökologie“ am Institut für Naturschutz und Umweltbildung der Hochschule Vechta an. Sie wechselte nach der Auflösung des Fachbereichs an das Institut für Biologie und Umweltwissenschaften der Universität Oldenburg.

## Arbeit
Ellen Kiel forscht mit ihrer Arbeitsgruppe gewässerökologische Grundlagen und betreibt angewandte Forschung im Bereich der Landschaftsökologie, Limnologie und zu Naturschutz-Fragen. Aktuelle Arbeitsschwerpunkte sind die Ökologie der Moore und die Fauna aquatischer und semiaquatischer Lebensräume, die Ökologie der Tieflandgewässer sowie die Ökologie aquatischer und semiaquatischer Organismen mit dem Schwerpunkt Diptera. Da Ellen Kiel Umweltbildung für wichtig erachtet, ist ihre AG die einzige deutsche Hochschul-Arbeitsgruppe, die gleichzeitig FÖJ Einsatzstelle für Freiwillige ist.

## Publikationen
- Mit Renke Lühken u. T. Lieckweg: Blauzungenkrankheit & Asiatische Tigermücke – Bringt der Klimawandel Exoten nach Norddeutschland? In: Manoun Fansa (Hrsg.): Kalte Zeiten – Warme Zeiten – Klimawandel(n) in Norddeutschland. Schriftenreihe des Landesmuseums Natur und Mensch Oldenburg, H. 76. (2010). S. 50–52.
- Mit B. Wolf: Benthic macroinvertebrates in marshland streams and their salinity preferences. Lauterbornia 69, 2010 S. 191–218.
- Mit S. Baum: Vergleichende Untersuchungen unterschiedlicher Kleingewässer entlang eines Tieflandbaches. Deutsche Gesellschaft für Limnologie (DGL), Erweiterte Zusammenfassung der Jahrestagung 2008 Konstanz, Hardegsen 2009. S. 93–97